# Monti Gruber
I monti Gruber sono una catena montuosa dell'Antartide facente parte del più grande insieme montuoso dei monti Wohlthat, di cui costituiscono la parte nord-orientale. Situata nella Terra della Regina Maud e in particolare in corrispondenza della costa della Principessa Astrid, la formazione è composta da un massiccio principale circondato da diversi affioramenti rocciosi e le sue vette raggiungono i 2460 m s.l.m. con il monte Bastei.

## Storia
I monti Gruber sono state scoperti e fotografati durante la spedizione Nuova Svevia, 1938-39, comandata dal capitano tedesco Alfred Ritscher. In seguito, essi sono stati nuovamente esplorati dalla sesta spedizione antartica norvegese, 1956-60, che li ha così battezzate in onore del cartografo tedesco Otto von Gruber, che per primo delineò le mappe di questa zona grazie alle fotografie scattate durante la sopraccitata spedizione tedesca.